# Sabine Falkenberg
Sabine Falkenberg (* 1966 in Delmenhorst) ist eine deutsche Schauspielerin, Puppenspielerin und Synchronsprecherin.

## Karriere
Falkenberg studierte Musik, Tanz und Schauspiel an der Stage School von 1986 bis 1989 in Hamburg, nebenher nahm sie zusätzlichen privaten Schauspiel- und Gesangsunterricht.
Während ihrer Zeit auf der Schauspielschule moderierte sie für Tele 5 die Live-Talkshow Der Hamburger.
In erster Linie ist sie als Theaterschauspielerin tätig; sie war u. a. am Bremer Schauspielhaus, an der Kieler Oper, am Deutschen Schauspielhaus in Hamburg, in Hannover, am Theater Lübeck und Staatstheater Oldenburg engagiert. Sie spielte u. a. die Luise in Kabale und Liebe, die Natalie in Prinz von Homburg, die Minna und später die Franziska in Minna von Barnhelm, Polly und später Seeräuberjenny in Dreigroschenoper, Sally Bowles in Cabaret und Klytämnestra in Elektra. 2011 (und 2015) spielte sie in Hamburg innerhalb der Portalspiele den Monolog Bilanz der Nachtigall, gleichzeitig hatte sie in Berlin Premiere mit einer der Hauptrollen in der deutschen Uraufführung des Stücks Im Gedächtnis der Welt am Theater am Südwestkorso. Als TV-Schauspielerin war sie unter anderen in den Fernsehserien Großstadtrevier (1992), Küstenwache (1997, 2006), SOKO Leipzig (2004, 2012, 2017), SOKO Wismar (2009), Der Dicke (2009) und Tatort (2014) zu sehen.
Von 2001 bis 2004 spielte und sprach Falkenberg die Figur der Tiffy in der Sesamstraße. In der gleichen Sendung lieh sie über 15 Jahre der amerikanischen Figur Elmo ihre Stimme. Als Synchronsprecherin sprach sie außerdem unter anderem Helen Hunt, u. a. in Good Woman – Ein Sommer in Amalfi (2005) und The Sessions – wenn Worte berühren, Penélope Cruz in Don’t Move (2006), Isabelle Adjani in Mammuth (2010) und Kim Basinger in Wie durch ein Wunder (2010) oder Um jeden Preis (2015).
Darüber hinaus lieh sie Laura Linney, Shirley MacLaine, Béatrice Dalle, Mira Sorvino, Emily Watson, Cate Blanchett (in Der Moment der Wahrheit, 2016), Melanie Griffith, Patricia Arquette, Olivia Williams, Sheryl Lee (unter anderem in Twin Peaks – Der Film (1992) und Twin Peaks (3. Staffel, 2017)), Ellen Barkin und Sarah Jessica Parker ihre Stimme. Für Igel Records las sie u. a. über 10 Folgen der Magic Girls von Marliese Arold ein; gemeinsam mit Alice Schwarzer für Hofmann+Campe u. a. die CD Der große Unterschied . Für Arte sprach sie über 6 Staffeln den Kommentar für Die kulinarischen Abenteuer der Sarah Wiener.
Mit unterschiedlichen Lesungen gastierte sie zuletzt am Literaturhaus Berlin (2012, 2017, 2018, 2024), am Renaissance-Theater Berlin (2011/2012/2016/2017/2020), in der Kaiser-Wilhelm-Gedächtniskirche sowie an der Berlin-Brandenburgischen Akademie (2013/2015). Ihre Tätigkeit umfasst auch die der Synchron- und Hörbuchregisseurin, u. a. die Regie für Schillerbriefe, Kyber-Märchen (Hörgutverlag), die Synchronregie für LOU! (52-teilige französische Kinderserie für KIKA) und die Dialogregie für Maps to the Stars von David Cronenberg 2014.
2015 folgte die Regie der deutschen Synchronfassung des preisgekrönten polnischen Kinofilms In meinem Kopf ein Universum und die Teilnahme am Salon Sophie Charlotte der Berlin-Brandenburgischen Akademie mit zwei szenischen Lesungen, danach die Synchronregie für den belgischen Kinofilm Melodys Baby. Darauf folgte die Besetzung und Dialogregie von Louder Than Bombs mit Isabelle Huppert, 2016 u. a. die Synchronregie des Films Ma Ma von Julio Medem mit Penelope Cruz und des Kinofilms Elle von Paul Verhoeven. Anfang 2017 folgte u. a. die Synchronregie für Mojave mit Mark Wahlberg und Brigsby Bear mit Mark Hamill sowie für die Kinodokumentation Of Fathers and Sons von Talal Derki (Gewinner beim Sundance Filmfestival 2018, Deutscher Filmpreis 2019).
Nach Gastspielen mit Lesungen in Hamburg und Lübeck sowie in Berlin mit Curt-Goetz-Lesungen im „Ellington Hotel“ übernahm sie 2018 die Regie der Synchronfassung von Patrick Melrose mit Benedict Cumberbatch für Sky und im Anschluss die Dialogregie für Roma, Gewinnerfilm des Goldenen Löwen von Venedig, danach die für den 2019 Oscar-nominierten ungarischen Kinofilm Sunset.
2019/20 ist sie für Blinkist bzw. für die Sprecher-Akademie als Sprachcoach/Dozentin tätig.
2020 verkörperte sie die Titelfigur in dem Hörspiel Elli Holder – Vergessen für Audible.
Für Mika Kaurismäkis Kinofilm Master Cheng in Pohjanjoki übernahm sie die Synchronregie; ebenso für Maria Schraders Mehrteiler Unorthodox nach dem Roman von Deborah Feldman.
In dem für den Oscar für den besten fremdsprachigen Film 2021 nominierten Beitrag Quo Vadis, Aida? synchronisierte sie die Hauptrolle der Aida, bei dem in derselben Sparte nominierten Film The Man Who Sold His Skin führte sie die Synchronregie. Im April 2021 las sie innerhalb der Veranstaltung „Li-Be digital“ des Literaturhauses Berlin Gedichte der Barockdichterin Sybilla Schwarz. Nachdem sie 2021 als Mitglied der Jury für den „Deutschen Synchronpreis – Die Gilde“, Kategorie: „Bestes Schauspiel“ tätig war, sitzt sie 2022 in der 5-köpfigen Jury zur Vergabe des Schauspielpreises „Die Stimme“. In Francois Ozons Film „Peter von Kant“ (Berlinale 2022) leiht sie Isabelle Adjani ihre Stimme.
2023 inszenierte sie die deutsche Fassung des in Cannes mit dem Prix de Jury ausgezeichneten Film „Fallende Blätter“ von Aki Kaurismäki.
In der Uraufführung von Lutz Glandiens Komposition „Die letzte Nacht – Der Traum vom Widerstand“ 2023 am Konzerthaus Berlin übernahm sie den Part der Sprecherin.
2024 synchronisierte sie Jamie Lee Curtis in der Computerspielverfilmung Borderlands. Im September 2024 feierte sie innerhalb der Veranstaltung Auch ich in Arkadien! des Musikfestes Wannsee Premiere.
Sabine Falkenberg lebt mit ihrem Lebensgefährten Friedhelm Ptok, der ebenfalls Schauspieler und Synchronsprecher ist, und der gemeinsamen Tochter in Berlin.

## Auszeichnungen
- 2006: Erich-Kästner-Filmpreis für Unsere 10 Gebote, KIKA
- 2018: Deutscher Hörfilmpreis für Rabbi Wolff
- 2004: Nominierung Deutscher Synchronpreis für Hautnah – Die Methode Hill
- 2020: Nominierung Deutscher Synchronpreis (Die Gilde) für Chernobyl
- 2023: Deutscher Synchronpreis für Peripherie (für Alexandra Billings)

## Filmografie (Auswahl)
- 1991: Großstadtrevier (Fernsehserie, Folge 4.02 Schutzgeld)
- 1994: Küstenwache (Fernsehserie)
- 2002: Das Duo (Fernsehserie, Folge 1.01 Im falschen Leben)
- 2002: Juls Freundin (Fernsehfilm)
- 2003: In aller Freundschaft (Fernsehserie)
- 2003: Die Rettungsflieger (Fernsehserie, Folge 8.08 Der kleine Held)
- 2003: Die Cleveren (Fernsehserie, Folge 6.07 Die Cellistin)
- 2003: SOKO Leipzig (Fernsehserie, Folge 5.15 Durchgebrannt)
- 2003: Alphateam – Die Lebensretter im OP (Fernsehserie)
- 2004: St. Angela (Fernsehserie, Folge 9.04 Angst vor der Wahrheit)
- 2005: Küstenwache (Fernsehserie)
- 2006: Schloss Einstein (Fernsehserie)
- 2007: Notruf Hafenkante (Fernsehserie)
- 2007: Deadline – Jede Sekunde zählt (Fernsehserie, Folge 1.01 Tunnelblick)
- 2007: Krimi.de (Fernsehserie, Folge 4.05 Kein zurück)
- 2007: Der Prinz von nebenan (Fernsehfilm)
- 2009: Da kommt Kalle (Fernsehserie, Folge 4.03 Chaos in der Gartenkolonie)
- 2009: SOKO Wismar (Fernsehserie, Folge Schachmatt)
- 2009: Der Dicke (Fernsehserie, Folge 3.13 Schwere Entscheidung)
- 2011: SOKO Leipzig (Fernsehserie, Folge 11.16 Clear)
- 2011: Tod einer Brieftaube (Fernsehfilm)
- 2015: Tatort – Niedere Instinkte (Fernsehserie, Folge 945)
- 2017: SOKO Leipzig (Fernsehserie, Folge 19.15 Das Vogelmädchen)
- 2017: Die Spezialisten – Im Namen der Opfer (Fernsehserie, Folge 3.10 Sonne statt Reagan)
- 2018: Praxis mit Meerblick – Auf zu neuen Ufern (Fernsehreihe)
- 2022: WaPo Berlin (Fernsehserie, Folge 4.02 Kleine Freiheit)
- 2023: Mit Herz und Holly: Diagnose Neustart (Fernsehreihe)
- 2023: Mit Herz und Holly: Muttergefühle
- 2024: SOKO Wismar (Fernsehserie)

## Synchronrollen (Auswahl)
Amy Ryan
- 2007: Dan – Mitten im Leben! als Eileen
- 2011: Jack in Love als Connie
- 2013: Escape Plan als Abigail Ross
- 2015: Birdman oder (Die unverhoffte Macht der Ahnungslosigkeit) als Sylvia
- 2016: Gänsehaut als Gale
- 2016: Central Intelligence als Agent Pamela Harris
- 2016: The Infiltrator als Bonni Tischler
- 2016: Monster Trucks als Cindy
- 2024: John Sugar als Melanie Mackintosh

Olivia Williams
- 2001: Ein Mann für geheime Stunden als Andrea Alcott
- 2005: Ein Haus in Irland als Ria
- 2011: Wer ist Hanna? als Rachel
- 2012: Anna Karenina als Fürstin Vronsky
- 2014: Maps to the Stars als Christina Weiss
- 2015: Es ist kompliziert..! als Hilary
- 2017: Victoria & Abdul als Baroness Churchill

Emily Watson
- 2002: Equilibrium als Mary O’Brien
- 2013: Die Bücherdiebin als Rosa Hubermann
- 2014: Die Entdeckung der Unendlichkeit als Beryl Wilde
- 2015: Everest als Helen Wilton
- 2015: Little Boy als Emma Busbee
- 2015: A Royal Night – Ein königliches Vergnügen
- 2017: Einstein (Fernsehserie) als Elsa Einstein (älter)

Helen Hunt
- 2004: Good Woman – Ein Sommer in Amalfi als Mrs. Erlynne
- 2006: Bobby als Samantha Stevens
- 2012: Soul Surfer als Cheri Hamilton
- 2013: The Sessions – Wenn Worte berühren als Sheryl
- 2019: World on Fire (Fernsehserie) als Nancy Campbell

Alexandra Paul
- 1993–1998: Baywatch – Die Rettungsschwimmer von Malibu (Fernsehserie) als Stephanie Holden
- 2003: Baywatch – Hochzeit auf Hawaii als Allison Ford

Valeria Bruni Tedeschi
- 2007: Actrices – oder der Traum aus der Nacht davor als Marcelline
- 2015: Die süße Gier als Carla Bernaschi

Sylvie Testud
- 2008: Bonjour Sagan als Françoise Sagan
- 2017: Final Portrait als Annette

Samantha Bond
- 2010–2015: Downton Abbey als Lady Rosamund Painswick
- 2022: Downton Abbey II: Eine neue Ära als Lady Rosamund Painswick

Rachael Stirling
- 2012: Snow White and the Huntsman als Anna
- 2013: Doctor Who (Fernsehserie) als Ada Gillyflower

Amanda Lawrence
- 2017: Star Wars: Die letzten Jedi als Commander Larma D'Acy
- 2019: Star Wars: Der Aufstieg Skywalkers als Commander Larma D'Acy

### Filme
- 2009: Die nackte Wahrheit als Verkäuferin – für Vicki Lewis
- 2013: Thor – The Dark Kingdom als Eir – für Alice Krige
- 2014: Der kleine Drache Kokosnuss als Mette
- 2019: Avengers: Endgame als Frigga – für Rene Russo
- 2019: Jumanji: The Next Level als Nora – für Bebe Neuwirth
- 2019: Parasite als Moon-gwang – für Jeong-eun-Lee
- 2021: Der schlimmste Mensch der Welt (Erzählstimme)
- 2022: Avatar: The Way of Water als General Frances Ardmore - für Edie Falco

### Serien
- 2006: Desperate Housewives als Maxine Bennett – für Jane Lynch
- 2008: Dexter als Bonnie – für Erin Daniels
- 2010–2015/2017: Vampire Diaries als Sheriff Elizabeth Forbes – für Marguerite MacIntyre
- 2010–2017: Pretty Little Liars als Veronica Hastings – für Lesley Fera
- 2011: Desperate Housewives als Dana – für Beth Littleford
- 2013: The White Queen als Jacquetta von Luxemburg – für Janet McTeer
- 2016: American Horror Story als Mama Polk – für Robin Weigert
- 2017: Homeland als Elizabeth Keane für Elizabeth Marvel
- 2021: What If…? als Frigga für Josette Eales
- 2021: Paris Police 1900 als Madame Lépine für Valérie Dashwood
- 2022–2024: Navy CIS: Hawaiʻi als Carla Chase für Seana Kofoed
- 2022–2024: House of the Dragon als Prinzessin Rhaenys Targaryen – für Eve Best

## Hörspiele
- 2003: Jen Sacks: Nice – Regie: Irene Schuck (Kriminalhörspiel – DLR Berlin)
- 2013: Ferdinand Kriwet: Radio-Revue oder „Ich bräuchte jemanden, der mich mir zurückgibt“ (1960/61) – Regie: Ferdinand Kriwet – (Hörspiel – DKultur/WDR)
- 2015: Honoré de Balzac: Eugénie Grandet – Regie: Marguerite Gateau (Hörspiel – DKultur)
- 2020: Elli Holder: Vergessen (Audible)
- 2022: Pionierinnen – Regie : Giuseppe Maio
- 2023: Nach der Arbeit hängen die Kleider ihre Menschen auf (Regie: Cordula Dickmeiß, DLF Kultur)
- 2023: „Marvel's Wastelanders Hawkeye“: Kate Bishop (Audible)